# Demag Cranes & Components
Die Demag Cranes & Components GmbH ist ein Hersteller von Industriekranen und Krankomponenten, Hafenkranen und Technologien zur Hafenautomatisierung mit Sitz in Düsseldorf, der zu Konecranes gehört. Sie ist die Nachfolgegesellschaft der seinerzeit börsennotierten Demag Cranes AG.
Demag Cranes & Components produziert in 16 Ländern und betreibt über Tochterunternehmen, Vertretungen und ein Joint Venture ein umfassendes weltweites Vertriebs- und Servicenetzwerk. Durch die Präsenz in über 60 Ländern können Kunden in mehr als 100 Ländern erreicht werden. Die Demag Cranes AG wurde 2011 Teil des US-amerikanischen Terex-Konzerns. 2014 erfolgte die Verschmelzung ihrer ehemaligen Tochterunternehmen, insbesondere die der Demag Cranes & Components GmbH und der Gottwald Port Technology GmbH, zur Terex MHPS GmbH. Die Produkte und Anlagen werden mit „Demag“ und „Gottwald“ gekennzeichnet.

## Geschichte

Logo von Terex MHPS

Hervorgegangen ist das Unternehmen im Jahr 2006 aus der Zusammenlegung der Demag Cranes & Components und der Gottwald Port Technology, die bis dahin separat geführte Töchter der Demag Holding waren.
Im Jahr 1819 wurde die Demag Cranes & Components unter dem Namen Mechanische Werkstätten Harkort & Co. in Wetter an der Ruhr gegründet. Die Nachfolgegesellschaft der Mechanischen Werkstätten Harkort ging 1910 in der Deutschen Maschinenbau-Aktiengesellschaft (Demag) auf.
Der Vorläufer der heutigen Gottwald Port Technology wurde 1906 unter dem Namen Maschinenfabrik Ernst Halbach AG in Düsseldorf gegründet. Die mittlerweile als Leo Gottwald KG firmierende Maschinenfabrik wurde 1988 von der inzwischen zum Mannesmann-Konzern gehörenden Demag übernommen.
Bei der Neugliederung des Mannesmann-Konzerns 1992 wurde die Mannesmann Demag Fördertechnik AG mit Sitz in Wetter gegründet. Diese übernahm 1996 den Bereich der Mobilkrane und firmierte ab 1997 als Mannesmann Dematic AG. Bei der Zerschlagung des Mannesmann-Konzerns im Rahmen der Übernahme durch Vodafone im Jahr 2000 fiel die Demag Holding, die u. a. auch die Kran-Aktivitäten umfasste, an die Siemens AG. Ein Jahr später verkaufte Siemens die Demag an den US-amerikanischen Finanzinvestor KKR (Kohlberg, Kravis, Roberts); dies betraf jedoch nicht die Auto- und Mobilkranesparte, die im Jahr 2002 von Siemens an den US-amerikanischen Baumaschinenproduzenten Terex verkauft wurde. Die Demag Cranes AG wurde im Jahr 2006 von KKR aus der Demag Holding herausgelöst und am 23. Juni 2006 Börse gebracht. Danach befand sich das Unternehmen zunächst mehrheitlich in Streubesitz und war Teil des MDAX.

Letztes Logo der Demag Cranes AG

Im Mai 2010 nahm der schwedische Investor cevian Capital eine 10-%-Beteiligung und wurde größter Einzelaktionär; dies löste eine Phase intensiver Übernahmespekulationen aus. Am 8. Oktober 2010 erklärte Demag Cranes schließlich, von ausländischen Unternehmen kontaktiert worden zu sein, diesbezüglich jedoch keinen Gesprächsbedarf zu sehen. Am gleichen Tag bestätigte der finnische Konkurrent Konecranes, dass Demag Cranes ein Gesprächsangebot ausgeschlagen hatte.
Am 2. Mai 2011 unterbreitete schließlich das US-amerikanische Unternehmen Terex ein Übernahmeangebot in Höhe von 41,75 Euro je Aktie, das am 16. Juni 2011 noch auf 45,50 Euro angehoben wurde. Am 5. Juli 2011 erreichte das Übernahmeangebot eine Annahmequote von über 71 %. Im Januar 2014 schloss Terex schließlich ein Squeeze-out ab; somit wurde das Unternehmen von der Börse genommen.
Am 16. Mai 2016 wurde bekannt, dass die Terex MHPS für 1,13 Mrd. Euro an das finnische Unternehmen Konecranes verkauft werden soll, nachdem zuvor eine Fusion von Terex und Konecranes gescheitert war.
Nach der Übernahme durch Konecranes wurde das Unternehmen wieder in Demag Cranes & Components GmbH umbenannt.

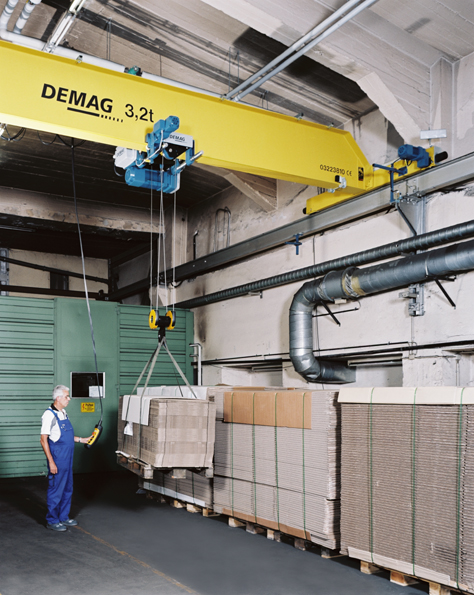
Demag Brückenkran

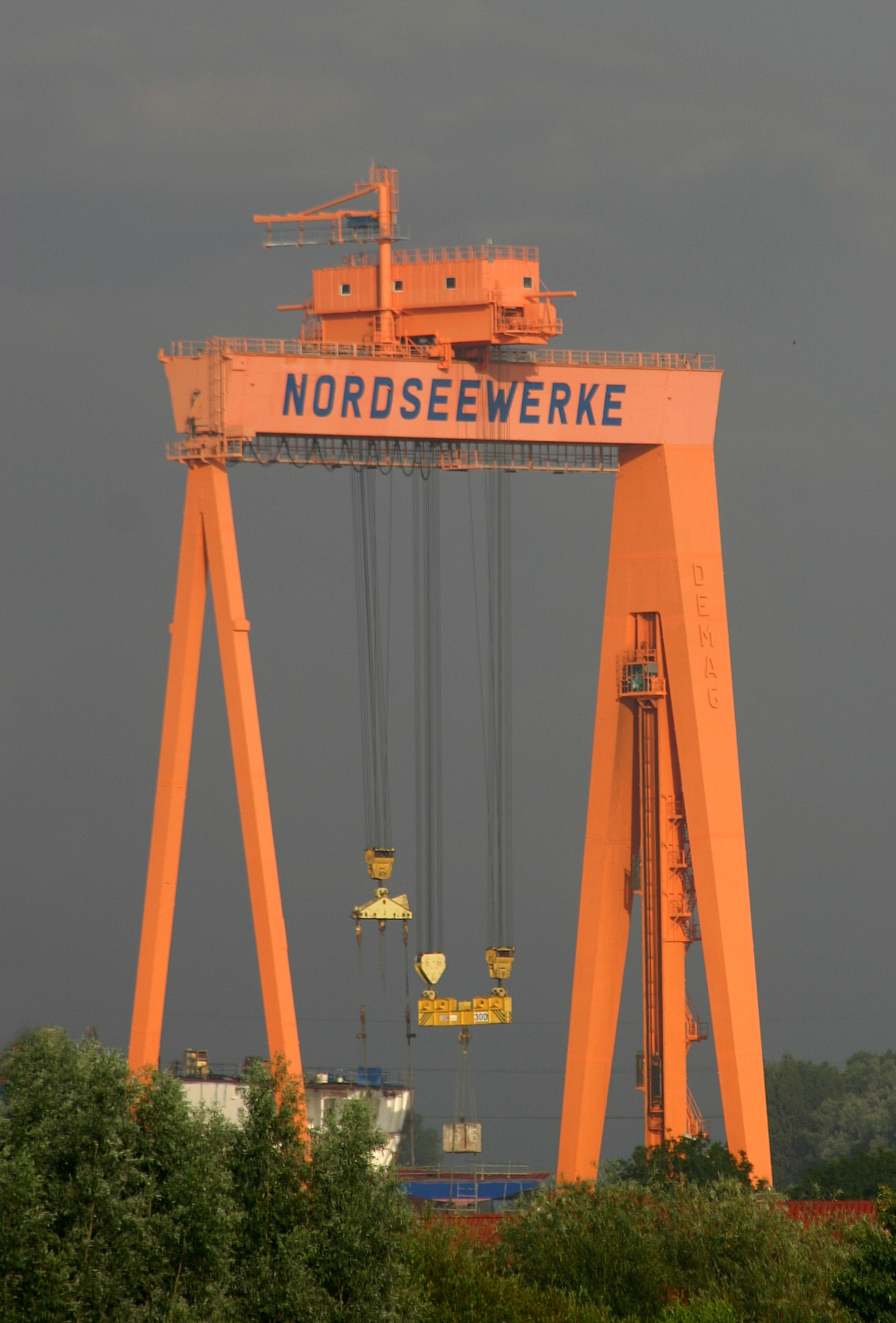
Portalkran der Nordseewerke in Emden, Demag-Schriftzug rechts

## Geschäftsbereiche
Demag Cranes & Components ist ein Hersteller von Industriekranen und Krankomponenten, Hafenkranen und Technologien zur Hafenautomatisierung und verfügt über ein breites Produkt- und Leistungsangebot zur Lösung von Materialfluss-, Logistik- und Antriebsaufgaben für Betriebe aller Größenordnungen. Mit seinen Produkten bedient der Konzern in erster Linie das Premium-Segment.
Mit Demag (Industriekrane und Krankomponenten) und Gottwald (Hafenkrane und Technologien zur Hafenautomatisierung) verfügt der Konzern über traditionsreiche und starke Marken.

### Geschäftsbereich Material Handling
Mit Industriekranen und Krankomponenten ist Demag einer der weltweit führenden Anbieter von Krantechnologie. Die Kernkompetenzen des Unternehmens bestehen in der Entwicklung, Konstruktion und Herstellung technisch anspruchsvoller Krane, Hebezeuge und Komponenten sowie der Erbringung von Serviceleistungen für diese Produkte. Der Geschäftsbereich produziert in 16 Ländern auf fünf Kontinenten. Durch die Präsenz in über 60 Ländern werden Kunden in mehr als 100 Ländern erreicht.

### Geschäftsbereich Port Solutions
Terex Port Solutions ist Teil des Geschäftssegments Material Handling & Port Solutions der Terex Corporation, das durch die Kombination von Maschinen, Software und Dienstleistungen der Marken Terex und Terex Gottwald Kunden aus dem Hafenbereich aus einer Hand bedient. Von Kaikranen bis zu Reach-Stackern und integrierten Systemen für den automatisierten Containerumschlag wie auch den Schüttgutumschlag, Terex Port Solutions bietet Lösungen für den schnellen und sicheren Umschlag aller Güter.
Im Januar 2017 wurde Terex Material Handling & Port Solutions von der Firma Konecranes aufgekauft.